# Missarum - Liber Tertius
Il Missarium - Liber Tertius è un libro corale e codice musicale in lingua latina, del 1570, contenente otto messe del compositore Pierluigi da Palestrina.

## Opera
Le otto messe inserite, una piccola parte delle 104 della sua produzione, sono le seguenti:
1. Missa Spem in alium a 4 voci (messa parodia da Jacquet di Mantova, 1539)
2. Missa Io mi son giovinetta [primi toni] a 4 (messa parodia da Domenico Ferrabosco, 1542)
3. Missa brevis a 4
4. Missa de feria a 4 (messa parafrasi su Messa XVIII)
5. Missa L'homme armé a 5 (messa basata su tenor)
6. Missa Repleatur os meum a 5 (messa parodia da Jacquet di Mantova, 1538)
7. Missa de Beata Virgine a 6 (messa paraftase da Messa IX, Credo I, Messa XVII)
8. Missa Ut re mi fa sol la a 6 (basata su cantus firmus esacordale)